# Яйла чорбаси
Яйла чорбаси («високогірний суп»), також відомий як тур. yoğurtlu çorba, латиніз. yogurt soup, — страва турецької кухні. Це йогуртовий суп, приготовлений із різноманітних трав (м'ята, портулак, петрушка тощо), рис та (іноді) нут. Це також поширена страва серед ассирійців.